# Surfrider Foundation Maroc
L'ONG Surfrider Foundation Maroc est une association marocaine, régie par la loi Dahir du 15 novembre 1958, pour « la protection, la mise en valeur et la gestion durable du littoral, des vagues et de ses usagers ». 
Créée en 2010 à Agadir, Surfrider Foundation Maroc est affiliée à Surfrider Foundation Europe (ONG agréée auprès de l’Union Européenne pour ses programmes éducatifs, juridiques et de protection de l’environnement). Elle fait partie du réseau Surfrider Foundation.

## Objectifs
- Éduquer et sensibiliser à l'environnement littoral et marin.
- Former et mobiliser les citoyens à l'environnement.
- Protéger le littoral et les océans.

## Actions
Surfrider Foundation Maroc réalise des actions ponctuelles : mobilisations citoyennes contre des projets immobiliers côtiers, marches pour le climat, campagne contre les sacs plastiques, etc.
La fondation a mis en place des projets durables :

### Sensibilisations
Classes bleues
Depuis sa création en 2010, Surfrider Foundation Maroc intervient dans des établissements scolaires privés et publics de la Région d'Agadir pour consolider l'éducation à l'environnement.
Éco-ambassadeurs
Créé en 2016 à la suite de la COP22 de Marrakech, il s'agit pour Surfrider Foundation Maroc de suivre durablement les élèves de différents établissements scolaires et de les mettre en contact. Le but est qu'ils échangent autour des thèmes environnementaux et qu'ils améliorent la qualité de leur environnement, notamment au sein des établissements scolaires.
Sensibilisations au sein des entreprises
Surfrider Foundation Maroc réalise des formations au sein des entreprises autour de la protection de l'environnement et la préservation des ressources naturelles.

### J'aime ma plage
Chaque été, « j'aime ma plage » a pour but l'installation de dizaines de panneaux d'information et de 150 poubelles sur les plages du littoral marocain.
L'objectif est double, à la fois le nettoyage des plages mais aussi la sensibilisation des estivants par une cinquantaine de responsables de plage.

### Initiatives Océanes
Surfrider Foundation Maroc organise des grands nettoyages de plages appelés Initiatives Océanes, dont l'objectif principal est de sensibiliser les participants à l'importance de la bonne gestion des déchets.

### Surfrider Campus Tour 22
Le Surfrider Campus Tour 22 est une caravane éducative visant à sensibiliser aux enjeux qui lient l'océan et le climat. Son objectif est d'aider les populations rurales et la communauté littorale à comprendre la thématique océan et climat.